# Audubon (Iowa)
Audubon ist eine Kleinstadt (mit dem Status „City“) und Verwaltungssitz des Audubon County im US-amerikanischen Bundesstaat Iowa. Das U.S. Census Bureau hat bei der Volkszählung 2020 eine Einwohnerzahl von 2.053 ermittelt.

## Geografie
Audubon liegt im mittleren Westen Iowas beiderseits des Bluegrass Creek, der über den East Nishnabotna River und den Nishnabotna River zum Stromgebiet des Missouri gehört. Dieser bildet rund 100 km westlich von Audubon die Grenze Iowas zu Nebraska. Die Grenze zum südlich benachbarten Bundesstaat Missouri verläuft in rund 130 km Entfernung.
Die geografischen Koordinaten von Audubon sind 41°43′05″ nördlicher Breite und 94°55′57″ westlicher Länge. Das Stadtgebiet erstreckt sich über eine Fläche von 4,87 km² und liegt in der Leroy Township.
Nachbarorte von Audubon sind Templeton (23 km nördlich), Hamlin (6,2 km südsüdöstlich), Exira (15,9 km in der gleichen Richtung), Kimballton (20,3 km südwestlich) und Gray (17,2 km nordnordwestlich).
Die nächstgelegenen größeren Städte sind die Twin Cities in Minnesota (Minneapolis und Saint Paul) (488 km nordnordöstlich), Cedar Rapids (315 km ostnordöstlich), Iowas Hauptstadt Des Moines (126 km ostsüdöstlich), Kansas City in Missouri (326 km südlich), Nebraskas größte Stadt Omaha (134 km südwestlich), Sioux City (191 km nordwestlich) und South Dakotas größte Stadt Sioux Falls (327 km in der gleichen Richtung).

## Verkehr
Der U.S. Highway 71 verläuft in Nord-Süd-Richtung durch das Zentrum von Audubon. Alle weiteren Straßen sind untergeordnete Landstraßen, teils unbefestigte Fahrwege sowie innerörtliche Verbindungsstraßen.
Mit dem Audubon County Airport gibt es an der südlichen Stadtgrenze einen kleinen Flugplatz. Die nächsten Verkehrsflughäfen sind das Eppley Airfield in Omaha (136 km südwestlich) und der Des Moines International Airport (148 km ostsüdöstlich).

## Bevölkerung
Nach der Volkszählung im Jahr 2010 lebten in Audubon 2176 Menschen in 961 Haushalten. Die Bevölkerungsdichte betrug 446,8 Einwohner pro Quadratkilometer. In den 961 Haushalten lebten statistisch je 2,18 Personen.
Ethnisch betrachtet setzte sich die Bevölkerung zusammen aus 98,9 Prozent Weißen, 0,2 Prozent Afroamerikanern, 0,3 Prozent amerikanischen Ureinwohnern, 0,2 Prozent Asiaten sowie 0,3 Prozent aus anderen ethnischen Gruppen; 0,1 Prozent stammten von zwei oder mehr Ethnien ab. Unabhängig von der ethnischen Zugehörigkeit waren 0,7 Prozent der Bevölkerung spanischer oder lateinamerikanischer Abstammung.
21,9 Prozent der Bevölkerung waren unter 18 Jahre alt, 49,6 Prozent waren zwischen 18 und 64 und 28,5 Prozent waren 65 Jahre oder älter. 53,5 Prozent der Bevölkerung waren weiblich.
Das mittlere jährliche Einkommen eines Haushalts lag bei 40.750 USD. Das Pro-Kopf-Einkommen betrug 25.326 USD. 13,7 Prozent der Einwohner lebten unterhalb der Armutsgrenze.

## Bekannte Bewohner
- William R. Green (1856–1947), republikanischer Abgeordneter des US-Repräsentantenhauses (1911–1928) – arbeitete lange als Jurist in Audubon
- Leo Hoegh (1908–2000), 33. Gouverneur von Iowa (1955–1957) – geboren in Audubon
- C. W. McCall (1928–2022), Countrysänger – geboren in Audubon